# Spinobairdia
Spinobairdia is een geslacht van uitgestorven kreeftachtigen uit de klasse van de Ostracoda (mosselkreeftjes).

## Soorten
- Spinobairdia anxianensis Xie, 1983 †
- Spinobairdia arctica Copeland, 1964 †
- Spinobairdia dorsicornis Copeland, 1977? †
- Spinobairdia kellettae Morris & Hill, 1952 †
- Spinobairdia kleinlindensis Schallreuter, 1995 †
- Spinobairdia shideleri Morris & Hill, 1952 †
- Spinobairdia spina (Schallreuter, 1969) Schallreuter, 1979 †